# Anton Pfaller
Anton Pfaller (* 12. Februar 2002) ist ein österreichischer Fußballtorwart.

## Karriere
Pfaller begann seine Karriere beim USV Großriedenthal. Zur Saison 2013/14 wechselte er in die Jugend des SV Horn. Im September 2018 spielte er erstmals für die Amateure von Horn in der sechstklassigen Gebietsliga. Bis Saisonende kam er zu sechs Einsätzen in der Gebietsliga, aus der er mit Horn II zu Saisonende absteigen musste.
Zur Saison 2019/20 rückte er in den Profikader von Horn. Im Juli 2020 debütierte er in der 2. Liga, als er am 26. Spieltag jener Saison gegen den FC Blau-Weiß Linz in der Startelf stand.
Zur Saison 2020/21 wechselte er zum viertklassigen Kremser SC.